# شفاخانه عامه هرات
شفاخانۀ عامۀ هرات (با نام کامل: شفاخانه تخصصی معالجوی ششصد بستر حوزوی هرات) قدیمی‌ترین شفاخانۀ دولتی در شهر هرات است. این شفاخانه تحت نظارت ریاست صحت عامۀ هرات که زیرمجموعهٔ وزارت صحت عامۀ افغانستان است اداره می‌شود. این شفاخانه در شمال چوک گل‌ها قرار دارد.
این شفاخانه دارای بخش‌های متعددی در زمینه‌های درمان و پیشگیری می‌باشد و از آنجایی که خدمات درمانی در بخش دولتی رایگان است، بیش از حد توانش بیمار دارد و به همین خاطر کیفیت خدمات درمانی آن نسبت به شفاخانه‌های خصوصی پایین‌تر می‌باشد.